# 光叶蕨
光叶蕨（学名：Cystopteris chinense）为蹄盖蕨科冷蕨属下的一个种。

## 扩展阅读
- 維基物種上的相關：光叶蕨